# Molophilus (Molophilus) bicolor
Molophilus (Molophilus) bicolor is een tweevleugelige uit de familie steltmuggen (Limoniidae). De soort komt voor in het Oriëntaals gebied.